# Rhabdoblatta beybienkoi
Rhabdoblatta beybienkoi är en kackerlacksart som beskrevs av Anisyutkin 2003. Rhabdoblatta beybienkoi ingår i släktet Rhabdoblatta och familjen jättekackerlackor. Inga underarter finns listade i Catalogue of Life.